# Grønholmen (Sveio)
Ne doit pas être confondu avec Grønholmen.
Grønholmen est une île norvégienne dans le landskap Sunnhordland du comté de Vestland. Il appartient administrativement à Sveio.

## Géographie
Rocheuse et couverte d'arbres, elle s'étend sur environ 65 m de longueur pour une largeur approximative de 45 m. 